# Gézier-et-Fontenelay
Gézier-et-Fontenelay is een gemeente in het Franse departement Haute-Saône (regio Bourgogne-Franche-Comté) en telt 185 inwoners (2011). De plaats maakt deel uit van het arrondissement Vesoul.

## Geografie
De oppervlakte van Gézier-et-Fontenelay bedraagt 11,9 km², de bevolkingsdichtheid is 15,5 inwoners per km².
De onderstaande kaart toont de ligging van Gézier-et-Fontenelay met de belangrijkste infrastructuur en aangrenzende gemeenten.

## Demografie
Onderstaande figuur toont het verloop van het inwonertal (bron: INSEE-tellingen).